# Карафа, Тиберио (1580—1647)
Тиберио Карафа (итал. Tiberio Carafa; 27 апреля 1580, Неаполь — 4 октября 1647, Рим), князь ди Бизиньяно — государственный и военный деятель Неаполитанского королевства.

## Биография
Пятый сын Оттавио Карафы, маркиза Анци и Тривиньо, и Кризостомы (Констанцы) Карафа.
Брак с дочерью герцога Гравинского, наследницей княжеств Бизиньяно и Бельведере в Калабрии, и других владений Николо Берардино Сансеверино, выдвинул его в первые ряды неаполитанской аристократии.
В 1638 году он основал в окрестностях Бельведере новый центр Диаманте, где ввел выращивание оливок, шелковицы и цитрусовых, которые были одними из самых прибыльных культур в сельском хозяйстве Калабрии.
Также пробовал возобновить выращивание сахарного тростника, но не имел успеха, хотя область Бельведере была со второй половины XVI века одним из основных производственных центров региона. Вероятно, упадок, затронувший экономику Калабрии и, в частности, сельское хозяйство, в семнадцатом веке, сделал невозможным продолжение возделывания этой культуры, которую Карафа заменил виноградом.
В 1620 году отличился при организации смены герцога Осуны на пост вице-короля кардиналом Борха. Осуна отказывался передавать полномочия и не хотел впускать Борху в город. Карафа и другие аристократы опасались вооруженных беспорядков. Убедив кастелана Кастель-Нуово приветствовать нового наместника, Тиберио удалось уговорить секретаря города под видом священника отправиться на Прочиду, где находился Борха, чтобы принести присягу. После этого кардинал высадился в Неаполе и в сопровождении знати вступил в Кастель-Нуово.
Вступил в конфликт с вице-королем Неаполя герцогом Альбой из-за проекта отведения вод Сант-Агаты-деи-Готи и Айролы в сторону Неаполя, как для нужд города, так и для устройства фонтанов.
Причиной недовольства были притязания различных баронов, некоторые из которых принадлежали к дому Карафа, на эти воды в силу древних феодальных прав. Карафа, выступавший против решений наместника, которые считал дорогими для города, был выслан из Неаполя. Удалившись в свои калабрийские владения, он, кажется, написал о своем недовольстве в Мадрид.
В 1627 году стал членом Коллатерального совета Неаполя.
19 марта 1625 был пожалован Филиппом IV в рыцари ордена Золотого руна. В 1628 году Альба послал два корабля в Калабрию, чтобы доставить Карафу в Неаполь для вручения инсигний на церемонии, которая, по словам хронистов, прошла с большой торжественностью и завершилась грандиозной кавалькадой знати, сопровождавшей Тиберио до его дворца.
Карафа был весьма популярен в Неаполе, как из-за его приятных манер, так и по причине широкой благотворительности, а также из-за представлений, которые он устраивал на своей вилле Кьяйе. Там он создал зверинец, в котором впервые в Италии было получено потомство от львов. Гостям очень нравились бои тигра с лошадями, которые устраивал хозяин.
Чтобы прославить свою семью, Карафа обратился к архиепископу Неаполя Асканио Филомарино с просьбой начать процесс беатификации Карло Карафа д'Андриа, основателя конгрегации Благочестивых тружеников сельских катехизаторов.
Входил в состав двух важнейших неаполитанских академий первой половины XVII века: академии Оциози, созданный в 1611 году, и академии Инфуриати, основанной в следующем году его братом Франческо Карафа д'Анци, и занимавшейся изучением философских и естественных наук, математики, астрономии и литературы.
В 1640 году, в виду угрозы французской экспедиции в Неаполитанский залив Карафа был назначен генерал-кампмейстером неаполитанского ополчения. Отряды гражданской милиции были объединены в так называемый Неаполитанский батальон, члены которого имели привилегию избирать себе командира, что в предыдущих случаях вызывало трения с дворянством. На этот раз также возникли споры, и Тиберио стал компромиссной фигурой.
После ухода французов знать продолжала настаивать на том, чтобы ей было передано командование милицией, и тогда неаполитанцы просили сохранить ополчение для защиты города и оставить во главе Карафу.
В начале восстания Мазаньелло и вице-король, и народ обратились к Тиберию, предлагая ему роль посредника. Восставшие даже хотели поставить его во главе своих сил. Отправленный герцогом Аркосом на городской рынок вместе с князем Сатриани, он сообщил об отмене дополнительных налогов, но народ хотел вернуть привилегии Карла V, якобы, освободившего Неаполь от всех налогов. Не договорившись с восставшими, Карафа едва спасся бегством.
Затем он удалился в Кастель-Нуово, где слег больным, но все же был вынужден показаться перед народом, чтобы пресечь слухи о том, что его убили по приказу наместника. Вскоре симпатии к семейству Карафа развеялись, после того, как бандиты герцога Маддалони напали на народ, и Тиберио больше не мог чувствовать себя в безопасности.
После непродолжительного пребывания в Амальфи он поехал в Рим, чтобы навестить своего брата, кардинала Пьера Луиджи, где вскоре, по словам хрониста, «пострадавший от недавних событий, серьезно заболел и сошел с ума», после чего умер 5 октября 1647. После отъезда Карафы из Неаполя вилла Кьяйя была разграблена народом, а животные его зверинца убиты.

## Семья
1-я жена (1.09.1604): Джулия Орсини (ум. 14.06.1609), княгиня Бизиньяно (1606), дочь Антонио Орсини, герцога ди Гравина, и Феличии Сансеверино д'Арагона, вдова Джованни Баттисты Спинелли, маркиза де Фускальдо. Унаследовала огромное состояние семьи Бизиньяно, которое оспаривалось графом Сапонара и маркизой делла Валле. Сама Джулия, назначившая короля наследником своих феодов, а мужа — аллодов, возможно, была отравлена, а тяжба завершилась только в 1622 году. Тиберио получил право пожизненно носить титул князя Бизиньяно.
2-я жена (10.01.1620): Мария Руффо (20.12.1574—6.09.1630), 2-я княгиня ди Счилла, 8-я графиня ди Синополи, 3-я графиня ди Никотера, баронесса ди Анойя, синьора ди Монтебелло и Филогазо, дочь и наследница Фабрицио Руффо, князя ди Счилла, и Ипполиты де Дженнаро, графини ди Никатера, вдова Винченцо Руффо, синьора ди Санта-Северина. Помимо значительного приданого, она принесла мужу титул князя ди Счилла.
Не имея детей, Карафа объявил своим наследником племянника Оттавио, маркиза Анци, которому еще 22.03.1634 продал владение Бельведере за 30 000 дукатов.